# Molitvena osmina za jedinstvo kršćana
Molitvena osmina za jedinstvo kršćana osam je dana ekumenske molitve, koja tradicijski traje od blagdana Katedre sv. Petra do blagdana Obraćenja sv. Pavla, u siječnju. Obilježava se na međunarodnoj razini. Na južnoj polutki održava se između blagdana Uzašašća i Duhova.
Molitvenu osminu za jedinstvo kršćana svake godine koordinira Svjetski savez crkava, uz sudjelovanje njegovih Crkvi članica, koje uključuje protestantske i pravoslavne sljedbe. Rimokatolička Crkva, koja je promatrač u Svjetskom savezu crkava, također sudjeluje.
Ova ekumenska inicijativa započela je 1908. godine, a usredotočila se na molitvu za jedinstvo kršćana. Termin održavanja predložio je otac Paul Wattson, suosnivač franjevačke braće Graymoor. Zamislio je molitveni tjedan koji počinje na blagdan Katedre svetog Petra, 18. siječnja, a završava blagdanom Obraćenja sv. Pavla 25. siječnja. Od 1960., blagdan Katedre svetog Petra u Katoličkoj Crkvi pomaknut je na 22. veljače. Anglikanske crkve ga i dalje slave na isti datum.
Papa Pio X. službeno je blagoslovio molitvenu osminu, a Benedikt XV. "potaknuo je njeno održavanje u cijeloj Rimokatoličkoj Crkvi". Protestantski vođe sredinom 1920.-ih također su poticali godišnju molitvenu osminu za jedinstvo među kršćanima, koja je trajala do nedjelje Duhova (tradicionalna komemoracija uspostave Crkve). Novi poticaj cjelokupnom ekumenskom gibanju i napose molitvi za jedinstvo svih kršćana dao je Drugi vatikanski sabor (održan
1962.-1965.). Između ostalog posebno je naglašen duhovni ekumenizam, to jest obraćenje srca i svetost života te javna, zajednička, i svaka osobna molitva za jedinstvo.
Sudionici ekumenske molitve za jedinstvo svjedoče vjeru u smisao molitve, ali i određeni stupanj već postojećeg jedinstva kršćana, koji omogućuje zajedništvo u molitvi. Također svjedoče i čežnju i za onim potpunijim jedinstvom koje bi jednog dana moglo omogućiti i zajedništvo euharistijskog stola.
U sklopu molitvene osmine, vjernici različitih kršćanskih zajednica i najviši predstavnici kršćanskih zajednica okupljaju se zajedno na molitvu.
U Rimu, Papa na kraju Molitvene osmine, 25. siječnja, u bazilici svetoga Pavla izvan zidina predvodi slavlje Večernje, zajedno s predstavnicima drugih kršćanskih zajednica.